# Піхота німецька

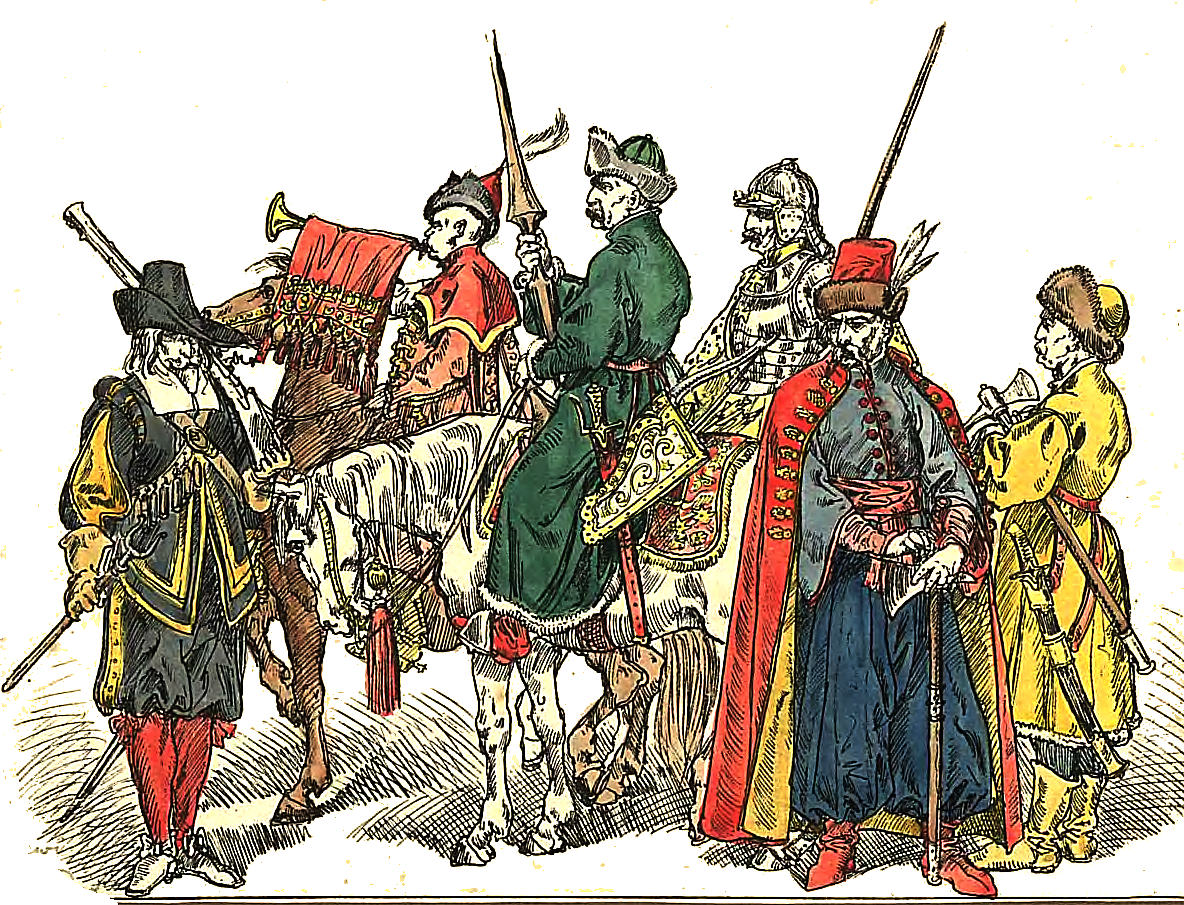
Військо Речі Посполитої у XVII ст. Перший зліва мушкетер німецької піхоти

Піхота німецька («німці») — формація піших військ Речі Посполитої організована за західноєвропейським зразком, діяла
в строю під назвою «контрмарш».

## Історія
Піхота німецька — піхота автораменту, що з'явилася внаслідок реформи війська Речі Посполитої за правління Владислава IV у 1633 році. Формація була зорганізована за зразком найманих військ Західної Європи, зокрема тогочасних німецьких найманців. Використовували спорядження західноєвропейського зразка, в тому числі шоломи, кіраси та інші захисні обладунки.
Спочатку до піхоти німецької вояків набирали в німецьких землях і лише згодом на території Речі Посполитої. З часом полки піхоти німецької все більше поповнювалася власне поляками, які
були навчені відповідно до стандартів голландського та шведського війська, що вважалися взірцевими в період Тридцятирічної війни. Накази і команди в німецькій піхоті були на основі німецької мови.
Німецька піхота була організована у полки (регіменти) чисельністю 1-2 тис. вояків (в середньому — від 900 до 1800 солдатів). Полк складався з особового складу, що поділявся на 12 рот (компаній) по 100—170 жовнірів.
Полкові посади:
- Підполковник — здійснював керівництво полком.
- Майор — допомагав підполковнику керувати полком.
- Інтендант — відповідав за постачання полку необхідним.
- Секретар — відповідав за полкову документацію (полковий реєстр, звіти, жалування).
- Аудитор — керував полковим судом.
- Капелан.
- Сержант.
- Хірург.
- Профос — очолював полкових жандармів, здійснював дисциплінарні покарання.

Ротні посади:
- Капітан — командир роти.
- Лейтенант — помічник капітана.
- Прапороносець.
- Зброяр — відповідав за належний стан зброї.
- Хірург.
- 2 сержанти.
- Фур'єр.
- 3 капрали.
- Довбиші.
- Ротний писар.

Солдати німецької піхоти були озброєнні шпагою або шаблею та мушкетами калібру 12-18 мм, вагою 6-7 кг. Для стрільби з нього використувалася спеціальна підпора.
У бою німецька піхота використовувала такий вид бойового шикування як «контрмарш». При «контрмарші» полк шикувався у кілька шеренг, коли передня шеренга давала залп на її місце заступала наступня, а за нею ще одна чи ще кілька (залежно від глибини строю). Процес стрільби був повільний і бойовий ефект досягався скоріше за рахунок купчастості стрільби. Дієвість німецької піхоти на полі бою була вище за угорську піхоту Речі Посполитої.
При захисті східного прикордоння від татар німецька піхота, як правило, не грала великої ролі через велику маневреність татарських орд, за винятком випадків, коли татари нападали на укріплення.